# 市政厅街
市政厅街（Rathausgasse）是瑞士伯尔尼中世纪城市中心伯尔尼老城的街道之一。它是1191年伯尔尼建城时宰林根城的一部分。越过十字街到粮仓广场，其名称更改为邮政街。它是包含旧城的联合国教科文组织世界文化遗产的一部分。

## 历史
从1300年开始，今天的市政厅街和邮政街称为霍尔曼街（Hormansgasse）。霍尔曼家族从1224-1326年住在伯尔尼。自1619年以来，其上段（现在的市政厅街）称为屠夫街（Metzgergasse），而下段在1798年首次称为邮政街。 